# Kiheitai

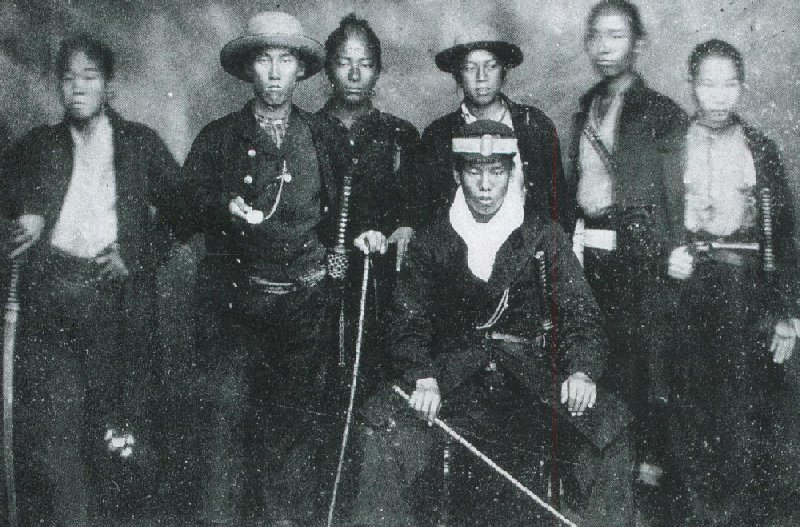
La milice Kiheitai 1864-1866

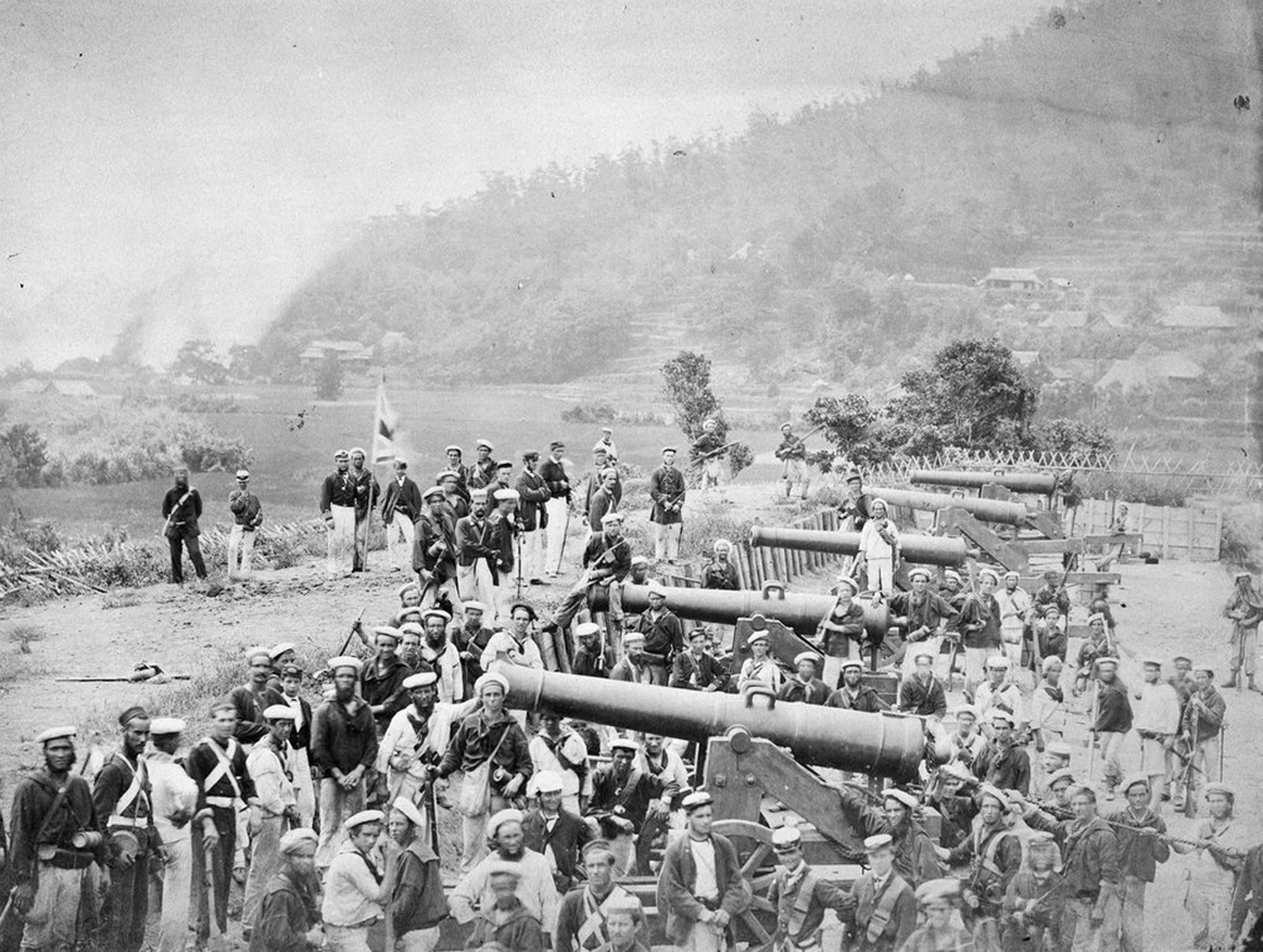
Capture d'une batterie du clan Chōshū par la marine britannique pendant l'assaut du port de Shimonoseki en 1864

Le Kiheitai (奇兵隊, littéralement "troupes irrégulières") est une milice de volontaires levée par le domaine de Chōshū au cours de la période bakumatsu du Japon.
Fondée en 1863 par Takasugi Shinsaku, la milice Kiheitai se compose de 300-400 hommes, venus de toutes les classes sociales, y compris des agriculteurs, des commerçants, des samouraï et autres. La plupart sont originaires de Chōshū, mais quelques volontaires viennent d'autres domaines. Le Kiheitai est connu pour sa discipline, et l'utilisation d'armes et de techniques militaires occidentales. Il est financé en partie par le domaine de Chōshū, mais le reste de son soutien financier provient de dons de riches marchands et agriculteurs. Le Kiheitai est né de la volonté du shogunat, à la suite de la convention de Kanagawa, de former des unités militaires sur la base de la capacité plutôt que sur le statut social héréditaire. Le shinsengumi, force de police pro-Tokugawa basée à Kyoto et fondée la même année que le Kiheitai, est également composé de personnes provenant d'une grande variété de classes sociales.
La milice Kiheitai prend part au bombardement de Shimonoseki en 1864 durant lequel les flottes de la Grande Bretagne, de France, des Pays-Bas et des États-Unis tirent sur la ville portuaire Chōshū de Shimonoseki et par la suite débarquent leurs troupes. En tant que bras armé de la faction pro-réforme dans le domaine Chōshū, le Kiheitai contribue au renversement de la faction pro-bakufu dans la guerre civile de Chōshū, repousse la seconde expédition de Chōshū envoyée par le bakufu Tokugawa en 1866 (la première avait eu lieu deux ans plus tôt) ce qui entraîne un désastre pour les forces du shogunat, mal formées et équipées de manière archaïque. La force irrégulière  joue un rôle important lors de la guerre de Boshin de 1868-69 qui amène à la restauration de Meiji.
Dissous en 1868, le succès de l'unité socialement mixte et de ses armements et tactiques occidentaux ont une influence importante sur le développement de l'armée impériale japonaise et sur le système ultérieur de conscription militaire universel au Japon.

## Autre usage
Les forces qui défendent Aizu-Wakamatsu lors de la guerre du Boshin et les forces de Saigō Takamori au cours de la rébellion de Satsuma utilisent également le terme « kiheitai » pour se décrire.

## Sources de la traduction
- (en)/(it) Cet article est partiellement ou en totalité issu des articles intitulés en anglais « Kiheitai » (voir la liste des auteurs) et en italien « Kiheitai » (voir la liste des auteurs).